# You Nazty Spy!
You Nazty Spy! é o 44º curta-metragem lançada pela Columbia Pictures em 1940, estrelando o trio de comédia pastelão americano, Os Três Patetas (Moe Howard, Larry Fine, e Curly Howard). Os comediantes lançaram 190 curtas metragens para o estúdio entre 1934 e 1959.

## Enredo
Na cidade fictícia de Moronika ("Moron", em inglês, significa "Idiota", em tradução livre, Moronika poderia ser chamada de "Cidade dos Bobos"), três fabricantes de munição — Sr. Ixnay (Richard Fiske), Onay (Dick Curtis) e Amsray (Don Beddoe) — decidem que a cidade precisa de uma mudança. Eles decidem implementar uma ditadura, derrubar o rei, e encontrar alguém que seja tolo o suficiente para liderança. Os voluntários de Ixnay, três indivíduos que trabalham com a colocação de papéis de parede — os Patetas.
Ixnay dá a oportunidade a Moe Hailstone, Curly Gallstone, e Larry Pebble para controlar a cidade. Moe é colocado como o líder (imitando Adolf Hitler), Curly como Marechal de Campo (representando Hermann Göring enquanto também mímica Benito Mussolini), e Larry como o Ministro da Propaganda (uma representação de Joseph Goebbels). 
No entanto, a filha do rei de outrora (Lorna Gray), faz uma visita a Moe Hailstone sob o nome de Mattie Herring (uma paródia da espiã Mata Hari).  Os Patetas então suspeitam desta se tratar de uma espiã, e iniciam um pedido de execução para Mattie, embora isso não aconteça.
Larry então corta uma mesa redonda enquanto a dançarina chega e diz para eles da chegada dos delegadas. O encontro entre os patetas e os delegados dá errado quando Curly deixa os dois primeiros delegados inconscientes. Posteriormente, a filha do rei reúne uma grande multidão para o palácio de Hailstone. O trio fugazmente abdica, e foge para a cova dos leões, onde são comidos.

## Significado
You Nazty Spy! satirizou os Nazis e o Terceiro Reich, e ajudou a divulgar acerca da ameaça nazista em um período em que os Estados Unidos continuavam neutros em relação a Segunda Guerra Mundial, e o sentimento de isolacionismo era predominante entre o público. Durante este período, senadores do isolacionismo como Burton Wheeler e Gerald Nye, opuseram-se aos filmes de Hollywood, em virtude aos veículos de propaganda anti-nazista que foram concebidos para mobilizar o público para com a guerra. 
De acordo com o Internet Movie Database, You Nazty Spy! foi o primeiro filme de Hollywood a satirizar Adolf Hitler, fazendo de Moe Howard o primeiro ator americano a encenar Hitler. Foi lançado nove meses antes do popular filme de Charlie Chaplin, The Great Dictator, que começou a ser filmado em Setembro de 1939. You Nazty Spy! foi filmado entre 5 à 9 de Dezembro de 1939.

O código de Hays desencorajou ou proibiu muitos tipos de mensagens políticas e satíricas nas filmagens. Curtas-metragens como as lançadas pelos Patetas, estavam sujeitas a menor atenção que as longa-metragens.